# Hermann Muthesius
Pour les articles homonymes, voir Muthesius.
Adam Gottlieb Hermann Muthesius (né le 20 avril 1861 à Großneuhausen près de Weimar et mort le 26 ou 29 octobre 1927 à Berlin), est un architecte allemand, également écrivain et diplomate – attaché culturel à l'ambassade d'Allemagne à Londres pendant plusieurs années –, qui fut l'un des promoteurs du mouvement Arts & Crafts britannique et un théoricien influent de l'architecture moderne.

## Biographie

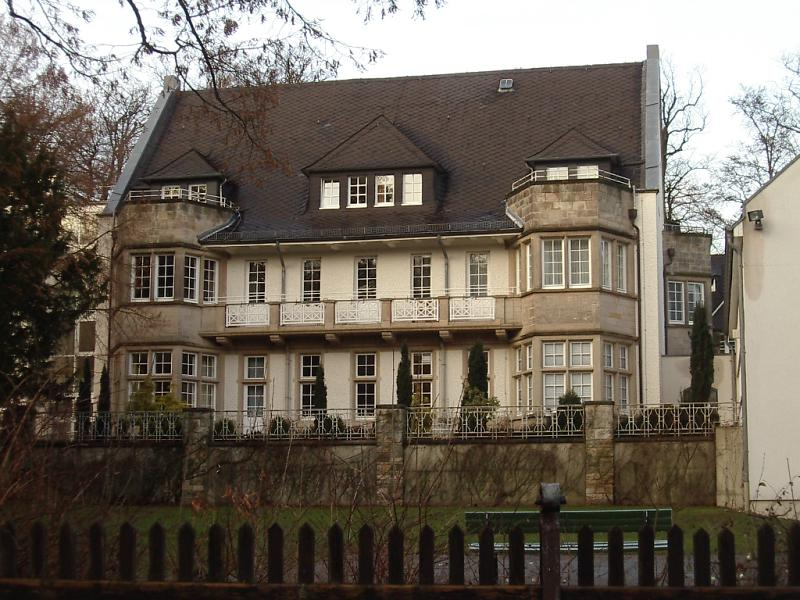
Villa construite par Muthesius à Cassel – aujourd'hui une clinique.

En 1881, il s'inscrit à l'université de philosophie Friedrich-Wilhelm de Berlin.
En 1883, il quitte la philosophie pour l'architecture en étudiant à la Technische Hochschule de Berlin-Charlottenburg.
En 1887, il obtient son diplôme et devient architecte.
En 1907, il fonde le Deutscher Werkbund à Munich.
En 1909, il est associé à la construction de la cité-jardin de Hellerau.
En 1912, il acquiert une maison à Vitte sur l'île de Hiddensee (mer Baltique).
En octobre 1927, il meurt des suites d'un accident de la circulation, alors qu'il visitait un chantier à Berlin.
Il est le père de l'architecte Eckart Muthesius.

## Théorie et réception
Selon Muthesius : seule la standardisation comprise comme le résultat d'une saine concertation pourrait permettre de retrouver un goût sur et partagé par tous. Par conséquent, cela aurait entraîné une théorie axée sur le besoin universel. Ce courant se rapprocherait de la théorie de la création, théorie du geste créateur qui organise la pensée de l'architecte, de l'artiste et du concepteur de forme en un seul mouvement. (Voir le courant autour de la mise en forme Getzalt, de la composition Getzaltung qui aurait pu influencer l'école du Bauhaus  après le retour de Muthesius de Londres en 1903 : le geste et la main.
Hermann Muthesius a développé les grandes lignes de la théorie du Deutscher Werkbund, qui a été fondé en 1907 par 12 artistes et 12 représentants de firmes industrielles allemandes, dans le but de développer la qualité du design allemand et d’« unir les artistes et les entreprises industrielles en vue de développer, par une association effective, le travail allemand dans le sens de la technique et du goût... ». Leur objectif commun est le “raffinement du travail industriel” . Selon l'analyse de Muthesius, la standardisation est un aspect positif de la fabrication de masse qui permet de fournir des biens pour une population grandissante. Il faut aussi noter l’aspect nationaliste de sa proposition : allier les artistes et les entreprises industrielles afin de développer une oeuvre allemande qui unie technique et esthétique. (2) Cela mènera au développement d’un design allemand qui se soucie de la qualité. Muthesius fait aussi une analyse nuancée des débuts du capitalisme, il est conscient de l’offre grandissante et de la vente à profusion. Mais au contraire de William Morris, il ne s'oppose pas à l’industrie. Il propose d’améliorer le travail à la machine car il apporte “le confort et le bien-être.” Dans son essai de 1917, Muthesius dit : « En apportant au travail de la machine un peu seulement de l’ardeur et du dévouement que nous avions placés depuis un demi-siècle dans l’artisanat et ses techniques de travail manuel, nous réussirons alors à repousser toutes les inepties et à revaloriser le travail mécanique sous toutes ses formes, et nous lui permettrons ainsi de réaliser des produits parfaits dans tous les domaines, comme c’est le cas aujourd’hui pour les livres bien imprimés. » .

## Œuvre
- Château de Wendgräben en Saxe-Anhalt

## Écrits
Hermann Muthesius est l'auteur de plus de 500 publications. Son ouvrage le plus connu est Das englische Haus (E. Wasmuth, Berlin, 1904), une somme en trois volumes rééditée en 1999 et traduite en anglais.

## Postérité

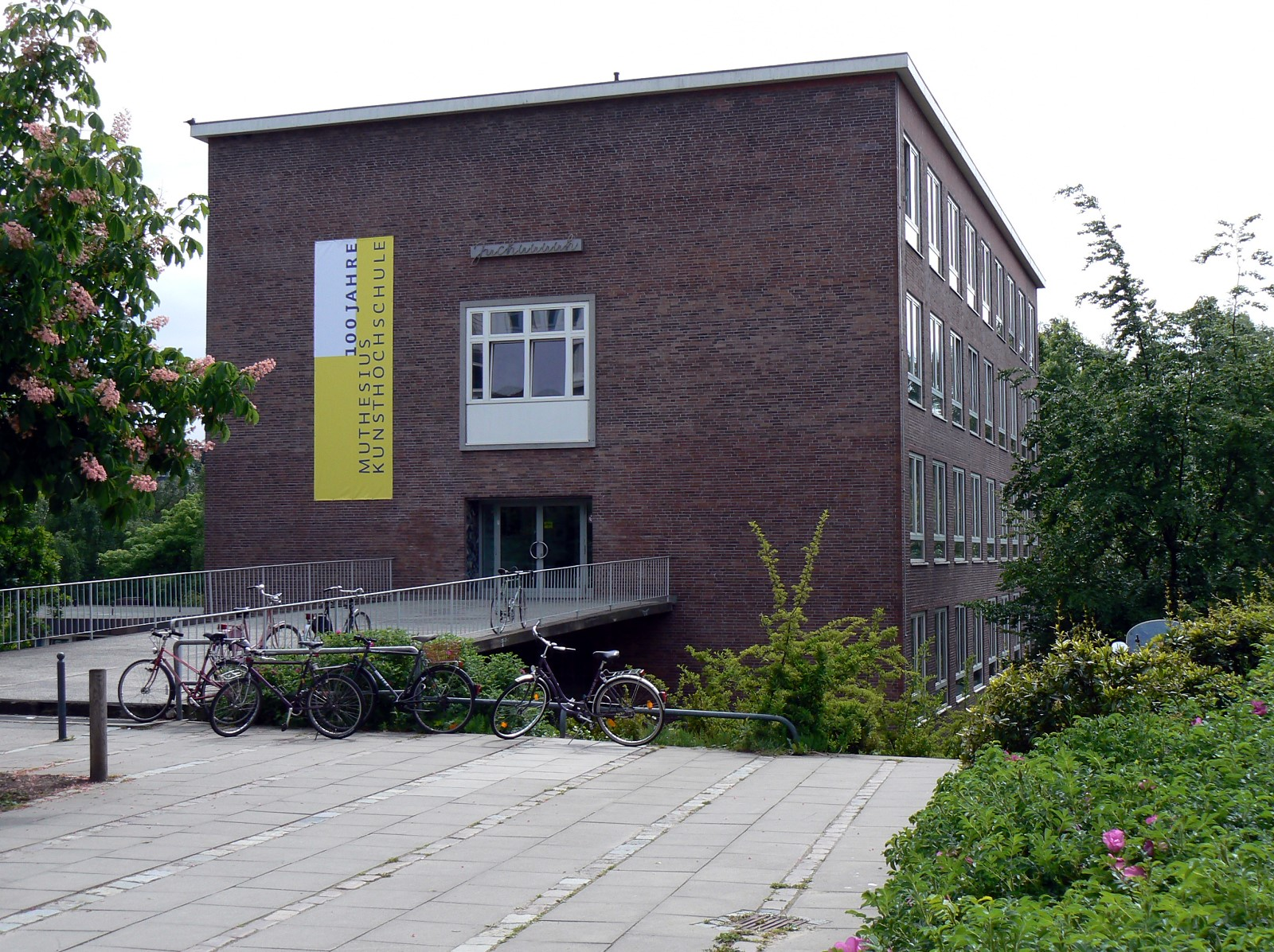
La Muthesius-Kunsthochschule de Kiel.

L'École supérieure d'art de Kiel porte son nom.